# Secta jaredí de las burkas

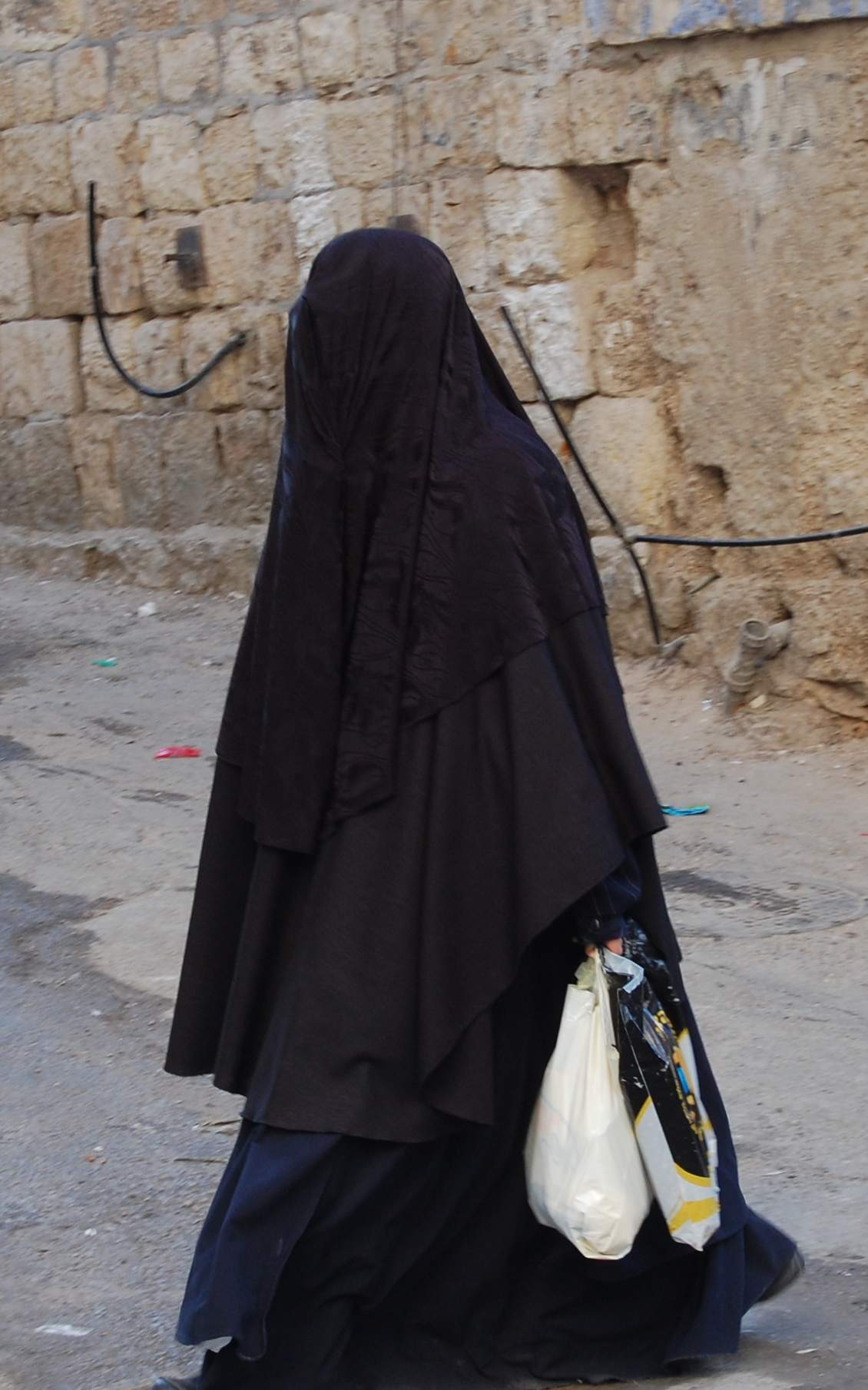
Una miembro de la secta en Mea Shearim

La secta jaredí de las burkas (en hebreo: נשות השָאלִים‎, romanizado: Neshót haShalím, lit. "mujeres que usan chal") es un numeroso grupo religioso dentro del judaísmo jaredí (o ultraortodoxo), concentrado principalmente en Israel, que afirma que la modestia exige una cobertura estilo burka de todo el cuerpo de la mujer, un shal (plural shalim, "chal") y un velo que cubra el rostro. De esta manera, ninguna porción de la piel queda expuesta al público. La prenda también es llamada frumka, un juego de palabras con el término frum (en yiddish, "devoto" o "devota") y "burka". El grupo, del que se estima tenía varios cientos de adeptas  a 2011, se centra en la ciudad de Beit Shemesh. Las miembros de la secta solo salen rara vez de sus hogares y van acompañadas de sus hijas, vestidas igualmente con túnicas largas. Al hacerlo, las mujeres judías no pueden usar tecnología ni salir sin permiso de su esposo. 
Las creencias de la secta han generado controversia entre los círculos jaredíes, incluyendo una condena enérgica y vocal del velo que cubre el rostro por parte de muchas organizaciones jaredíes, entre ellas Edah HaChareidis.

## Historia
La frumka como forma de vestir para las mujeres jaredíes fue alentada por Bruria Keren, una líder religiosa israelí que enseñaba una interpretación de la Torah (según estándares ortodoxos) de las escrituras judías para las adeptas. Keren, que se viste con varias capas de ropa, afirmaba que cubrir a las mujeres había sido originalmente una tradición judía y que había visto una pintura de 4000 años de antigüedad de mujeres judías cubiertas de pies a cabeza con una burka. Hay también mujeres sefardíes que afirman que sus madres cubrían sus cuerpos por completo (incluyendo el rostro) con un manto negro en los países europeos, para que no se pudieran discernir sus figuras. Se ha reportado que una miembro de la secta explicó que estaba "siguiendo estas reglas de modestia para salvar a los hombres de sí mismos". Según ella, un hombre que ve las partes del cuerpo de una mujer, se excita sexualmente y esto podría llevarlo a cometer un pecado. Incluso si él no peca físicamente de hecho, sus pensamientos impuros son pecados en sí mismos". El grupo religioso, que se calculaba tenía alrededor de 100 seguidoras en 2008 y puede haber crecido a varios cientos para 2021, se centra en Beit Shemesh, pero tiene asimismo seguidoras en Safed y en Jerusalén. La mayoría de las mujeres provienen de contextos seculares.

## Acusaciones de abuso infantil
En febrero de 2008, Keren fue arrestada acusada de abusar gravemente de sus hijos. Identificada en el tribunal como "B", fue condenada por el Tribunal de Distrito de Jerusalén en 2009 por tres cargos de abuso de menor o persona indefensa y 25 cargos de asalto en circunstancias agravadas, y recibió una condena de cuatro años de prisión. Su esposo, identificado en la corte como "M.," fue condenado también por 10 cargos de agresión y tres cargos de abuso de un menor o persona indefensa, y recibió una pena de seis meses de cárcel.

## Otras prácticas
Keren no habla frente a hombres y ha adoptado diversas prácticas ascéticas. Durante su condena en prisión, fue hospitalizada en varias ocasiones por desnutrición y otras enfermedades como resultado de rehusarse a comer los alimentos que le daban. Según reportes, algunos miembros del grupo no creen en la vacunación ni en los tratamientos médicos. El 8 de febrero de 2013, un bebé murió presuntamente a causa de una gripe no tratada, y sus padres huyeron. En otra ocasión, un recién nacido tuvo que ser trasladado a la fuerza a un hospital porque la madre se había negado a ir a un hospital a dar a luz para evitar el contacto con hospitales y médicos. Se han reportado otros casos de abuso y negligencia infantil dentro del grupo.

## Percepción en la sociedad israelí
La prensa israelí ha adoptado el epíteto informal de "madres talibanes" para referirse a las seguidoras de las enseñanzas de Keren sobre la modestia. Según la periodista Miriam Shaviv, las aproximadamente 100 mujeres judías "crédulas y necesitadas" para quienes Keren era una santa, no estaban forzadas, sino más bien convencidas por Keren "de que el ideal para una mujer era no ser vista en público (y ni siquiera ser escuchada –solía dejar de hablar durante varios días). Negarse a sí mismas, les decía, hacerse invisibles, era la cumbre del frumkeit (esto es, el estilo de vida devoto), mientras que, de hecho, no tiene base alguna en la halajá." El Consejo Nacional para la Infancia de Israel ha solicitado que el Ministerio de Bienestar Social investigue el asunto y se asegure de que tales conductas no sean perjudiciales para las niñas. 

### Reacción religiosa y legal
La respuesta de otras escuelas ultraortodoxas ha sido más fuerte que la del resto del público, y se ha caracterizado por la consternación, en particular contra la prenda del shal. En septiembre de 2011 se publicó en Jerusalén un pashkevil (un tipo de volante o cartel) anónimo que condenaba la "secta" de mujeres "epikoros" (heréticas). La Edah HaChareidis emitió un edicto declarando que el acto de usar el chal era un fetiche sexual tan desviado como usar escasa ropa o la desnudez. "Hay un peligro real en que al exagerar, se esté haciendo lo contrario de lo que se pretende, [resultando en] graves transgresiones en asuntos sexuales," explica el rabino Shlomo Pappenheim, miembro de la Edah. El tribunal religioso de Beit Shemesh emitió una dura condena al grupo y advirtió a las mujeres y niñas judías que no se dejaran llevar por ellas ni siguieran sus costumbres.
Los habitantes de Beit Shemesh, donde se encuentran algunas de las sectas religiosas más radicales de la ultraortodoxia, consideraban que la secta era fanática hasta el punto de hacer el ridículo. Incluso el grupo extremista Sikrikim se opuso al fenómeno del uso de velos, que consideran extremo. Las adeptas eran condenadas regularmente al ostracismo y humilladas por la comunidad jaredí local debido a sus vestimentas. "Las sacábamos de los autobuses y les gritábamos: '¡Profanadoras del nombre de Dios!'", dijo uno de los habitantes de la ciudad. El movimiento ha causado una gran angustia entre los maridos y parientes de estas mujeres, si bien la mayoría de maridos lo soportan. Algunos hombres acusan a las mujeres cubiertas de ser inmodestas, ya que es contraproducente el hecho de que llaman aún más la atención sobre sí mismas con su inusual atuendo. Un hombre acudió a un tribunal rabínico intentando obtener un fallo que obligara a su esposa a dejar de usar la burka. No obstante, el tribunal consideró, en cambio, que el comportamiento de la mujer era tan "extremo" que ordenó a la pareja que pidiera un divorcio por motivos religiosos de manera inmediata.
En 2014, la policía israelí disparó contra una miembro de la secta cuando entró en el área del Muro Occidental sin detenerse en un control de seguridad. La mujer sobrevivió y fue llevada al hospital para que recibiera tratamiento.

### Literatura
Yair Nehorai, un abogado israelí que ha representado a personas involucradas en el caso de la "Madre Talibán" y otros extremistas ultraortodoxos, ha escrito un libro basado laxamente en el caso de la vida real de las "Madres Talibán." El libro, "Taliban Son" (lit., hijo talibán), se ha publicado en hebreo y ha sido traducido al alemán.

## Movimientos similares
Otro grupo jaredí que exige a sus adeptas que usen tales chales es la secta Lev Tahor del rabino israelí-canadiense Shlomo Helbrans. Un autoproclamado mesías y curandero de Tel Aviv, de nombre Goel Ratzon, vivía al parecer con 32 mujeres que, según los vecinos, "vestían ropa modesta que los vecinos comparaban con las que usan los musulmanes religiosos" antes de ser arrestado.